# Trà Vong
Trà Vong là một xã thuộc tỉnh Tây Ninh, Việt Nam.

## Địa lý
Xã Trà Vong nằm ở phía đông nam huyện Tân Biên, có vị trí địa lý:
- Phía đông giáp thành phố Tây Ninh và huyện Tân Châu
- Phía tây giáp huyện Châu Thành
- Phía nam giáp thành phố Tây Ninh và huyện Châu Thành
- Phía bắc giáp xã Mỏ Công.

Xã Trà Vong có diện tích 49,48 km², dân số năm 2019 là 10.646 người, mật độ dân số đạt 215 người/km².

## Hành chính
Xã Trà Vong được chia thành 6 ấp: 2, 3, 4, 5, Suối Ông Đình, Trà Hiệp.